# Salsa al vino bianco
La salsa al vino bianco è una vellutata di pesce che si fa addensare con un roux bianco e si arricchisce con panna . Alcuni cuochi usano acidificare questa salsa aggiungendo condimenti acidi come succo di limone , oppure zafferano . Si usa per condire il pesce, la carne e gli ortaggi.

## Etimologia
Salsa deriva dal femminile latino salsus, che significa salato, da cui deriva anche sale , il condimento base di ogni alimento; vino è il succo dell'uva, deriva da vitis .

## Storia
Auguste Escoffier nel 1934, nel suo libro Ma cuisine, descrive due metodi per fare la salsa al vino bianco, una classica e una derivata dalla salsa olandese .
Julia Child nel 1964, nel suo libro Mastering the Art of French Cooking, parla della salsa al vino bianco, come di una olandese con vino bianco e fumetto di pesce , per accompagnare filetti di pesce bollito e soufflé di pesce.
Alain Ducasse nel 2003, nel suo Grand livre de cuisine, descrive una salsa al vino bianco per accompagnare i filetti di sogliola al forno.
Sempre Ducasse, nel medesimo anno, nel suo Grand livre de cuisine, Mediterranee, descrive una salsa al vino bianco, fatta con la coda alla vaccinara e la adopera per condire legumi, invece che classicamente rigatoni.

## Preparazione
La salsa al vino bianco si prepara con un fondo bianco di  pesce e un roux con burro e farina. Si unisce il fondo al roux facendo una vellutata di pesce. Alla vellutata di pesce si alcuni aggiungono panna, succo di limone, pepe macinato e sale .

## Varianti
La salsa al vino bianco si può arricchire aggiungendo tuorli d'uovo .

## Derivate
Aggiungendo pasta d'acciughe alla salsa al vino bianco, deriva la salsa alle acciughe .
Aggiungendo gamberetti fritti ne deriva la salsa Jonville .
Aggiungendo cozze e funghi trifolati ne deriva la salsa normanna .

## Uso
La salsa al vino bianco in generale si usa per condire il pesce ma anche la carne più delicata come il coniglio e il pollo e gli ortaggi .